# Intrust Bank Arena
El Intrust Bank Arena, conocido originalmente como Sedgwick County Arena, es un recinto multiusos situado en el centro de la ciudad de Wichita, en Kansas, Estados Unidos.
Es la sede del equipo de los Wichita Thunder de hockey sobre hielo de la ECHL, y de los Wichita Force de la CIF. Cuenta en la actualidad con una capacidad para 13 450 espectadores para el hockey y 15 004 para el baloncesto.

## Historia
El 9 de noviembre de 2004, los residentes del condado de Sedgwick decidieron en una apretada votación (52-48%) la aprobación de un presupuesto de 183 625 241 dólares para la construcción del recinto en el centro de Wichita, que reemplazaría al viejo Kansas Coliseum del norte de la ciudad. El 4 de abril de 2005, la gobernadora Kathleen Sebelius firmó la factura tributaria del Intrust Bank Arena que autorizaba al condado de Sedgwick a cobrar un impuesto sobre las ventas del 1% a partir del 1 de julio de 2005 por un periodo de 30 meses. 
En enero de 2008, el condado de Sedgwick anunció el acuerdo por 25 años y 8,75 millones de dólares con el banco con sede en Wichita, el Intrust Bank, par dar nombre al pabellón.

## Eventos
A lo largo de su historia se han disputado primeras o segundas rondas del Torneo de baloncesto de la NCAA en dos ocasiones, 2011 y 2018.
Ha sido también la sede de infinidad de conciertos de todos los estilos, con grupos y solistas como Elton John Billy Joel, Bon Jovi, Michael Bublé, Eagles, Bob Seger, Garth Brooks, Red Hot Chili Peppers, Neil Diamond o Paul McCartney entre muchos otros.